# 옥살산염
옥살산염(영어: oxalate)은 화학식이 C2O42−인 음이온이다. IUPAC명은 에테인다이오에이트(영어: ethanedioate)이다. 이 이음이온은 무색이다. 옥살산염은 일부 식품을  포함하여 자연적으로 생성된다. 옥살산염은 옥살산 나트륨(Na2C2O4)과 같은 다양한 염과 옥살산 다이메틸(C2O4(CH3)2)과 같은 여러 에스터를 생성한다. 옥살산염은 옥살산의 짝염기이다. 수용액의 중성 pH에서 옥살산은 완전히 옥살산염으로 전환된다.

## 같이 보기
- 옥살산
- 짝염기

## 더 읽을거리
- Euler. “Ksp Table: Solubility product constants near 25 °C”. 《chm.uri.edu》 (영어). 2021년 6월 10일에 확인함.
- Ibis, Fatma; Dhand, Priya; Suleymanli, Sanan; van der Heijden, Antoine E. D. M.; Kramer, Herman J. M.; Eral, Huseyin Burak (2020). “A combined experimental and modelling study on solubility of calcium oxalate monohydrate at physiologically relevant pH and temperatures”. 《Crystals》 10 (10): 924. doi:10.3390/cryst10100924. ISSN 2073-4352.
- Ulmgren, Per; Rådeström, Rune (1999). “Solubility of calcium oxalate in the presence of magnesium ions, and solubility of magnesium oxalate in sodium chloride medium”. 《Nordic Pulp & Paper Research Journal》 14 (4): 330–335. doi:10.3183/npprj-1999-14-04-p330-335. ISSN 2000-0669.